# The Little Fish
The Little Fish is de derde aflevering van het vierde seizoen van het tienerdrama Beverly Hills, 90210, die voor het eerst werd uitgezonden op 22 september 1993.

## Verhaal
Brenda en Dylan zijn het zat dat iedereen alleen maar over hun studie kan praten en besluiten daarom een dagje samen te gaan vissen om ertussenuit te gaan. Ondertussen doen David en Donna auditie voor een radioshow op de universiteit. Donna heeft echter per ongeluk een rol laten smelten, waardoor David tijdens de auditie boos op haar is. De interviewer denkt dat het gekibbel een act is en besluit ze aan te nemen.
Andrea probeert een baantje te krijgen bij The Condor, de krant van de universiteit. Ze ergert zich echter aan het feit dat alle eerstejaars als oud vuil worden behandeld en besluit haar auditiewerk niet in te leveren. De baas van de krant weet echter van haar geschiedenis op de middelbare school en wil haar alsnog aannemen.
Ondertussen wil Steve graag dat Brandon samen met hem lid wordt van de Kappa Epsilon Gamma, maar Brandon is er zelf niet bepaald overtuigd van.

## Rolverdeling
- Jason Priestley - Brandon Walsh
- Shannen Doherty - Brenda Walsh
- Jennie Garth - Kelly Taylor
- Ian Ziering - Steve Sanders
- Gabrielle Carteris - Andrea Zuckerman
- Luke Perry - Dylan McKay
- Brian Austin Green - David Silver
- Tori Spelling - Donna Martin
- Carol Potter - Cindy Walsh
- James Eckhouse - Jim Walsh
- Joe E. Tata - Nat Bussichio
- Matthew Porretta - Dan Rubin
- Patrick Fabian - Charlie Dixon
- Paul Collins - John Bardwell
- Zachary Throne - Howard
- Joshua Beckett - Josh Richland